# Stronsay
Stronsay (32,75 km²) è un'isola sul Mare del Nord della Scozia nord-orientale, appartenente all'arcipelago delle Isole Orcadi. Conta una popolazione di circa 370 abitanti.
Principale centro abitato dell'isola è il villaggio di Whitehall.

## Etimologia
Il toponimo Stronsay deriva dall'antico nordico e significa forse "isola (a forma di) stella" oppure – secondo un'altra spiegazione - "isola buona per la pesca"

## Geografia

### Collocazione
Stronsay si trova nella parte centro-orientale dell'arcipelago delle Orcadi, tra le isole di Shapinsay (da cui è separata dallo Stronsay Firth) e Sanday (da cui è separata dal Sanday Sound), rispettivamente a nord/nord-est della prima e a sud/sud-est della seconda, e a sud ovest dall'isola di Eday. Nelle vicinanze di Stronsay si trova l'isola di Papa Stronsay.

### Dimensioni
L'isola misura sette miglia in lunghezza da nord a sud.

### Territorio
Il punto più alto dell'isola è rappresentato da Burgh Hill, che si erge sino a 46 metri sul livello del mare.

### Villaggi

#### Whitehall
Whitehall è il centro principale dell'isola. Il villaggio prende il nome da un edificio costruito negli anni settanta del XVII secolo da un certo Patrick Fea.
Il villaggio è diventato una delle “capitali”per la pesca delle aringhe in Europa.

#### Lower Whitehall
Il villaggio di Lower Whitehall, ora disabitato, ospitava un tempo una comunità di pescatori.

## Fauna
Lungo le coste di Stronsay vivono alcune colonie di foche.

## Economia
Gli abitanti di Stronsay sono dediti tradizionalmente alla pesca.
Altra importante attività economica è la raccolta delle alghe marine. .

## Leggende

### La bestia di Stronsay
Secondo le leggende popolari, nelle acque attorno a Stronsay si aggirerebbe un serpente marino noto come “bestia di Stronsay", i cui primi ipotetici avvistamenti risalgono al 1808

## Trasporti
L'isola è raggiungibile via traghetto da Kirkwall o via aerea sempre da Kirkwall.